# محمدجواد پرنداخ
محمدجواد پرنداخ (زادهٔ ۱۳۶۵ در گیلان‌غرب استان کرمانشاه - درگذشتهٔ شهریور ۱۳۸۸ در اصفهان)، دانشجوی سال چهارم مهندسی شیمی دانشگاه صنعتی اصفهان از فعالین فرهنگ و ادب کُرد بود که در شهریور ۱۳۸۸ توسط اطلاعات اصفهان بازداشت و به طرز مشکوکی جان باخت.

## شرح قتل
وی پس از شرکت در تجمعات دانشجویان دانشگاه صنعتی اصفهان هم‌زمان با ناآرامیهای سال ۸۸ در ایران به منزل خود در گیلان غرب باز می‌گردد اما پس از چند روز از طرف اداره اطلاعات این شهر احضار و به تأمین وثیقه ۳۰ میلیون تومانی تا زمان بازگشت به اصفهان و مراجعه به اداره اطلاعات این شهر مکلف می‌شود. محمد جواد پرنداخ در وقت تعیین شده از سوی اداره اطلاعات به همراه یکی از اعضای خانواده خود به اصفهان رفته و طی دو روز متوالی در اداره اطلاعات اصفهان حاضر و مورد بازجویی قرار می‌گیرد. او پس از دو روز بازجویی در اداره اطلاعات اصفهان، صبح روز سوم نیز بنابر احضار ادارهٔ اطلاعات برای تداوم بازجویی‌ها و اعزام به دادگاه، برای حضور مجدد در اداره اطلاعات اصفهان منزل را ترک کرد اما حوالی ظهر همان روز جسد محمدجواد پرنداخ در زیر یکی از پل‌های شهر اصفهان یافته شد.
همچنین خانوادهٔ محمد جواد پرنداخ گفته‌اند که کشته شدن محمد جواد پرنداخ، با توجه به عدم معرفی قاتل و مشکوک بودن نحوه قتل برای آن‌ها مشکوک و مبهم است، و کشته شدن این دانشجو هم زمان با احضار مکرر او به نهادهای امنیتی برابهام‌ها افزوده‌است.
گفته می‌شود که این دانشجو در زمان بازداشت مورد شکنجه و تجاوز قرار گرفته و متعاقب آن به خاطر مسائل روحی دست به خودکشی زده‌است. این خبرها هنوز تأیید یا رد نشده‌اند.
به نوشتهٔ موج سبز آزادی: «اقدام شتابزده ایرنا برای معرفی پرنداخ به عنوان یکی از عوامل اصلی اغتشاشات در اصفهان و سپس خودکشی بی‌ربط و مشکوک او چنین گمان‌های را تقویت کرد که شبکه مافیایی امنیتی سعی در حذف شاهدان چنین شکنجه‌ها و تجاوزاتی در زندان‌های جمهوری اسلامی هستند.»
دوستان و هم فعالان کُرد وی در استان کرمانشاه و شهرستان گیلانغرب نیز معتقد بودند که جواد از فعالان فرهنگ و ادب کُرد بوده و بارها در دانشگاه صنعتی اصفهان پیشبرنده برگزاری جشنوارهای ادبی و چاپ نشریه دانشجویی به دو زبان کُردی و فارسی بوده‌است و سیستم امنیتی ایران از دیرباز با نگر به فعالیت‌های ناسیونالیسمی غیرفارس و غیرمرکزگرایانهٔ او، بیش از دلایل ذکر شده او را مورد توجه قرار داد تا اینکه در این جریانات، سرویس‌های موازی امنیتی در سیستم حاکمیت فرصت را غنیمت شمرده تا او را حذف کنند و جواد به هیچ وجه مرتبط با جنبش سبز نبوده، زیرا طرز فکر جنبش سبز هیچ همخوانی‌ای با افکار و اهداف او نداشته‌است.
خبرگزاری دولتی ایرنا، خبر کشته شدن این جانباخته را تحت عنوان یکی از افرادی که در جریان اعتراضات اخیر دستگیر شده و سپس خودکشی کرده بود منتشر کرد. این در حالی بود که جسد این جوان، با این شرط به خانواده‌اش تحویل داده شده بود که از آنان خواسته بودند علت مرگ فرزندشان را سانحه رانندگی عنوان کنند.
ظاهراً پزشکی قانونی علت کشته شدن این دانشجو را «برخورد جسم سخت به جمجمه» اعلام کرده بود ولی نهادهای امنیتی ضمن فشار برخانواده این دانشجوی کُرد به آن‌ها گفته بودند که باید علت کشته شدن فرزندشان را«سانحه رانندگی» عنوان کنند.

## مراسم یادبود
روز سه شنبه ۱۴ مهر ۱۳۸۸ مراسم یادبود محمد جواد پرنداخ با حضور حدود ۲۰۰ نفر از دانشجویان و همکلاسی‌های وی در دانشگاه صنعتی اصفهان برگزار شد. لازم به ذکر است بعد از اتمام برنامه چند تن از شرکت کنندگان و بانیان مراسم به حراست دانشگاه احضارشده و با اجبار از آنان تعهد گرفته شد.